# Życie za cara
Życie za cara (ros. Жизнь за царя) – opera z muzyką Michaiła Glinki oraz librettem Nestora Kukolnika, Georgija Rozena, Władimira Sołłoguba i Wasilija Żukowskiego, wystawiana także jako Iwan Susanin (ros. Иван Сусанин). Pierwsza opera Glinki; jej prapremiera odbyła się 9 grudnia 1836 w Teatrze Wielkim w Petersburgu.

## Osoby
- Iwan Susanin, wieśniak z wsi Domnino – bas
- Antonida, jego córka – sopran
- Wania, wychowanek Susanina – kontralt
- Bogdan Sobinin, narzeczony Antonidy – tenor
- Polski hetman – bas
- Polski posłaniec – tenor
- Dowódca rosyjskich strzelców – bas

## Treść
Miejsce i czas akcji: Rosja na przełomie lat 1612 i 1613.

### Akt I
Wieś Domnino.
Iwan Susanin odmawia udzielenia zgody na ślub córki Antonidy z Bogdanem Sobininem, dopóki nie zostanie wybrany nowy car. Gdy dociera wiadomość o elekcji Michaiła Romanowa, rozpoczynają się przygotowania do wesela.

### Akt II
W polskim obozie wojskowym.
Polacy świętują swe zwycięstwa nad Rosjanami, kiedy dociera wiadomość o obraniu nowego cara, który pozostawać ma w ukryciu w okolicach wsi Domnino. Pada rozkaz wymarszu.

### Akt III
W zagrodzie Susanina.
Właśnie ma rozpocząć się wesele, gdy nadchodzi wiadomość o zbliżających się polskich wojskach. Iwan wysyła Wanię do klasztoru, w którym przebywa car, by go ostrzegł, Sobinin zbiera wieśniaków, a Susanin, pojmany przez Polaków, prowadzi ich oddziały na pobliskie mokradła.

### Akt IV
W lesie. Przed klasztorem. Na uroczysku.
Sobinin ze swoimi ludźmi szykuje się do ataku przeciw Polakom. Tymczasem Wania dociera do klasztoru i ostrzega cara, który, nie zwlekając, opuszcza zagrożone miejsce pobytu. Gdy Polacy orientują się, że znaleźli się w potrzasku, zabijają Susanina.

### Epilog
Moskwa, plac Czerwony.
Tłum świętuje ocalenie cara i jego zwycięstwo nad polskimi najeźdźcami. Wśród zebranych znajdują się: Antonida, Sobinin i Wania.

## Charakterystyka
W Życiu za cara wzory włoskie (rola spodenkowa Wani, rozbudowana partia tenorowa Sobinina z belcantową arią) krzyżują się z pierwiastkami rodzimej tradycji muzycznej (znaczna rola chóru, obsadzenie w głównej roli głosu basowego, wykorzystanie w charakterze materiału tematycznego rosyjskich pieśni ludowych). W drugim akcie, rozgrywającym się w obozie wojskowym polskiego hetmana, pojawia się zgodnie z francuskim obyczajem grand opéra baletowe divertissement, złożone z walca oraz polskich tańców: poloneza, mazura i krakowiaka.

## Recepcja
Opera była wznawiana w przełomowych momentach historycznych i okresach patriotycznych uniesień. Piotr Czajkowski opisuje obecność na jej spektaklu 4 kwietnia 1866 w moskiewskim Teatrze Bolszoj po zamachu na cara Aleksandra II. Przedstawieniu towarzyszyły wiernopoddańcze i propaństwowe demonstracje publiczności, skierowane jednocześnie przeciw Polakom w związku z domniemanym polskim tropem w śledztwie.
Na tej samej scenie 21 lutego 1939 wystawiono dzieło w nowej redakcji i pod zmienionym tytułem Iwan Susanin, zgodnie z panująca ideologią czyniąc reprezentanta ludu tytułowym bohaterem. W finałowej apoteozie wprowadzono nieme postacie księcia Dmitrija Pożarskiego oraz kupca Kuźmy Minina (pomnik w Moskwie na placu Czerwonym przed soborem Wasyla Błogosławionego) jako personifikacje arystokracji i mieszczaństwa, symbolizujące jedność narodu ponad podziałami klasowymi, solidarnie występującego przeciwko najeźdźcom. Odpowiadało to ówczesnemu zwrotowi ku wielkoruskiej tożsamości (którego przykładem jest film o staroruskim bohaterze i świętym prawosławnym – Aleksander Newski w reżyserii Siergieja Eisensteina) i tradycjom carskiego imperium (film Piotr Pierwszy w reżyserii Władimira Pietrowa). Jednocześnie usunięto włoskie zapożyczenia (np. belcantową arię tenorową Sobinina).
W związku z antypolską wymową fabuły opera nabrała aktualnego wydźwięku w dobie radziecko-niemieckiego sojuszu, powstałego w wyniku paktu Ribbentrop-Mołotow i w ramach dwustronnej współpracy kulturalnej wystawiona została 7 lutego 1940 na scenie berlińskiej Staatsoper.
Z powodu antypolskiej treści libretta Jerzy Semkow odmówił poprowadzenia dzieła w mediolańskiej La Scali.